# Ботанічний сад (фільм)
«Ботанічний сад» (рос. «Ботанический сад») — білоруський художній фільм 1997 року режисера Володимира Гостюхіна.

## Сюжет
Статист Олексій Варламов, в минулому — відомий актор, переживає особисту драму. Доля зводить його з вихователем дитячого будинку Олександрою і її вихованцями Глібом і Наташею...

## У ролях
- Тетяна Фесенко
- Ігор Волков
- Володимир Заманський
- Людмила Потапова
- Віталій Ходин
- Сергій Журавель
- Геннадій Матицкій

## Творча група
- Сценарій: Валерій Дьомін, Людмила Дьоміна
- Режисер: Володимир Гостюхін
- Оператор: Олександр Абадовський
- Композитор: Олег Єлісеєнков